# داخل حسن
داخل حسن علي الغزي (1909-1985)، مطرب عراقي ريفي، ولد في قرية دار الشط التابعة لقضاء الشطرة قرب الناصرية عام 1909، امتاز صوته بحنجرة قوية ونفس طويل وكان يملك بحة في صوته ميزته عن جميع أقرانه من مطربي الريف، أتخذ من المسبحة جزءاً من الالات الموسيقية التي كانت ترافقه.

## بداياته في الناصرية
بدأ الغناء عندما كان يخرج لرعي ابقار عائلته وهو في سن الثامنة من عمره، وفي عمر ال (12) أخذ يتردد مع أخيه الأكبر إلى قرية (السادة العبد الصاحب) المجاورة لقريته والتي كانت تعج بالغناء ليل ونهار بواسطة مطرب القرية (محبوب العبد) وكان داخل حسن يحضر هذا الغناء وكذلك حضيري أبو عزيز بنفس الوقت وعندما بلغ داخل حسن سن الرشد أخذ يرافق محبوب إلى مدينة الشطرة يغني في حفلاته وتعلم منه الكثير من أصول الغناء الريفي وأطواره المختلفة.
ارتحل في أوائل شبابه من الشطرة إلى مدينة الناصرية للعمل في تصليح الزوارق، ثم عمل شرطياً في عام 1927 وكان أيضاً يقوم بنقل المسافرين بزورقه من الشطرة إلى الدواية عن طريق (الهور) الذي كان يغمر هذه المنطقة انذاك.

## داخل حسن في بغداد
ترك عمله في الشرطة وسافر إلى بغداد عام 1936 وتقدم للعمل في دار ألاذاعة كمطرباً للغناء الريفي. وأصبح مطرباً ريفياً معتمداً في الإذاعة العراقية، وقام بتسجيل أغانيه على الاسطوانات لشركات التسجيل الصوتي الكبيرة والمشهورة عالمياً مثل شركة (سودا، نغم، كولومبيا، وجقماقجي وبلغت أغانيه أكثر من 137 أغنية، وعندما تأسس تلفزيون العراق في الخمسينيات قام بتسجيل أغانيه وحفلاته للتلفزيون العراقي، ووجهت له دعوات من دول عربية مثل (سوريا، لبنان، مصر) وبدأ بتسجيل أغانيه والاطوار الريفية في أحدث الاستوديوهات للتسجيل الصوتي في ذلك الوقت.

## لقاؤه بأم كلثوم
التقى مع أم كلثوم في حلب أثناء تسجيله لإحدى الاسطوانات فسمعت صوته واعجبت به كثيرا ودعته إلى القاهرة ليغني هناك ولكنه أعتذر لها قائلا: (يا ست الله ايخليج آنه في بغداد كوة امدرج لهجتي بالله تريديني اغني بالقاهرة اشلون ادبره وياهم) فضحكت ام كلثوم وقدمت له هدية عبارة عن قطعة من الملابس إلى زوجته وقدم لها شال ظلت محتفظة به إلى ان توفيت.

## داخل حسن في (الاحواز)
حضر داخل حسن في إيران في (الاحواز) بدعوة من الشيخ صوگر عنافجة، وحضر مع الفنانة ريم محمود في هذا الحفل.

## وفاته
أحيل عام 1978 على التقاعد وعاد إلى الناصرية وظل فيها حتى توفي عام 1985.

## أغانيه
- كمرة وربيعة
- يا ماخذين الولف
- أنا غريب بهالبلد
- عيني يابو عيون السود
- يا طبيب (ألحان عباس جميل)
- شلك على ابن الناس
- وحق اللي تعبده الناس
- يا غزال
- البصرة
- هنا يا من جنة وجنت.

و غيرها ومن الأغاني والأبوذيات..ِِ